# The Obsessed
The Obsessed es una banda pionera del doom metal originaria de Maryland, Estados Unidos. Encabezada por Scott "Wino" Weinrich quien también ha participado en Saint Vitus, Spirit Caravan, Place of Skulls y actualmente The Hidden Hand, se trata de una banda ícono del doom metal la influencia en el género es reconocida por la mayoría de las bandas y críticos como indispensable.

## Historia
Formados en 1976 fueron conocidos desde un principio como Warhorse y liderados por Wino mientras acudía al colegio en Washington D. C., no es sino hasta 1977, momento en el que cambian de nombre y nace The Obsessed en la vena del Stoner rock. En sus inicios conformada por Scott "Wino" Weinrich en las guitarras y la voz, Marck "The Dark" Laue en el bajo y Dave "The Slave" Williams en la batería, comienzan su camino tocando en vivo en varios lugares y encabezados por Vance Bokis en las vocales tocando covers, lo mismo de The Beatles que de Sex Pistols. En 1983, ya con Wino tomando el control de las vocales, lanzan al mercado su EP, Sodden Jackal, muy en la vena del stoner rock de los 70's y que posteriormente participaría en un álbum compilatorio de 1985 producido por Metal Blade Records, Metal Massacre VI, en donde aparece la canción «Concrete Cancer» de su disco Sodden Jackal.
En 1985 Wino acepta participar con la banda de california Saint Vitus participando con ellos como vocalista en sus disco Born Too Late, Mournful cries, V y el disco en vivo para en el 89 separarse de la banda y regresar con The Obsessed. En 1990, con Ed Gulli reemplazando a Dave Slave, lanzan su disco homónimo The Obsessed ya con una influencia mucho más Sludge Doom y definitivamente alejados del stoner que les vio nacer. Para 1991, Wino se reúne con Danny Hood y Greg Rogers de Acid Clown para sacar su segundo álbum completo Lunar Womb, lamentablemente muere en accidente de motocicleta Danny Hood y es reemplazado por Scott Reeder de las bandas Across the River y Darkside. El impacto de este segundo disco fue tal que la disquera Columbia Records forma un contrato con la banda para nuevos proyectos. En 1994 lanzan su tercer disco con esta compañía, The Church Within, pero ya con otra formación consistente en Guy Pinhas (bajista de Beaver, Scream y B.A.L.L.), Greg Rogers y Wino. Scott Reeder había abandonado la banda para irse con los clásicos del stoner metal, Kyuss. La promoción de este disco fue en grande: apariciones junto con White Zombie, participaciones en el festival de Dynamo de Holanda junto con bandas del calibre de My Dying Bride y videos en la programación de MTV.
Wino participa en el Bullring Brummies junto con Geezer Butler de Black Sabbath y Rob Halford de Judas Priest en el álbum tributo a Black Sabbath, Nativity in Black. Columbia abandona a la banda dejándola en el circuito Indie de nuevo y lanzan al mercado un EP titulado Altamont Nation con la disquera Bongload Custom Records. Poco tiempo después la banda volvería a disolverse en 1995: Wino creaba la banda Shine que posteriormente cambiaria al nombre de Spirit Caravan; Pinhas y Rogers forman junto con Greg Anderson la banda Goatsnake.
No es sin embargo hasta 2012 que Wino decide volver a reunir a sus viejos camaradas Guy Phineas y Greg Rogers para revivir a The Obsessed, inicialmente para tocar en el Roadburn Festival manteniendo a la banda activa nuevamente desde entonces.

## Miembros
Actuales
- Scott "Wino" Weinrich – voz, guitarra (1980–present)
- Brian Costantino – batería (2016–present)
- Brian "Wendy" White – bajo (2019–present)

Pasados
- John Reese – guitarra (1980–1982)
- Vance Bockis – voz (1980–1983)
- Mark Laue – bajo (1980–1986)
- Scott Reeder – bajo (1990–1992)
- Guy Pinhas – bajo (1992–1995)
- Dave Sherman – bajo (2016)
- Reid Raley – bajo (2017–2019)
- Dave Williams – batería (1980–1983)
- Ed Gulli – batería (1984–1986)
- Greg Rogers – batería (1990–1995)

## Discografía

### LP
- The Obsessed (Hellhound Records 1990)
- Lunar Womb (Hellhound Records 1991)
- The Church Within (Hellhound Records/Columbia Records 1994)
- Sacred

(Relapse Records 2017)

### EP/Sencillos
- Sodden Jackyl 7" (Invictus Records 1983)
- "Streetside" 7"/CD (Columbia Records 1994)
- "To Protect and To Serve" 7"/CD (Columbia Records 1994)
- Altamont Nation 7" (Bong Load Records 1995)
- Instrumental 7" (Doom Records 1996)
- Sodden Jackyl 7" (with different mixes) (Doom Records 1996)
- split 7" con Mystick Krewe of Clearlight (ambos lados con covers de Lynyrd Skynyrd) (2001 Southern Lord Records)

### Compilaciones/Material en Vivo/Reediciones
- History of The Obsessed (Doom Records 1997)
- Live at the Wax Museum (Doom Records 1997)
- Incarnate (Southern Lord Records 1999)
- The Obsessed relanzamiento con material en vivo de 1984 CD (Tolotta Records 2000)
- History of The Obsessed Volume II (Doom Records 2002)
- Lunar Womb Relanzamiento (MeteorCity Records 2006)